# Immigje Kiers

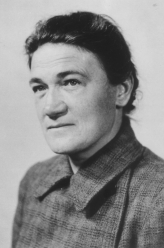
Immigje Kiers

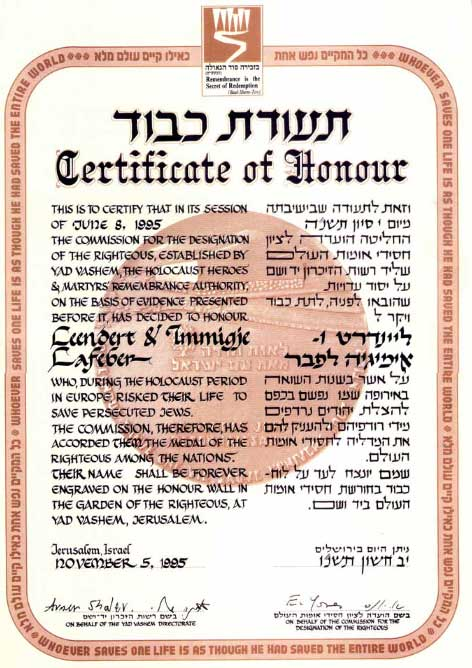
Yad Vashem onderscheiding

Immigje Kiers (Hoogeveen, 29 oktober 1892 – Hengelo, 27 september 1982) was een Nederlandse verzetsstrijder tijdens de Tweede Wereldoorlog.
Kiers was huisvrouw en getrouwd met de huisschilder Leendert Lafeber die vanuit Schoonhoven naar Drenthe was getrokken om werk te vinden. Samen met haar man zat zij in het verzet en samen met hem zorgde zij voor onderduikadressen, verborg vluchtelingen, wapens en bonkaarten en distribueerde verzetskrantjes door Hoogeveen. Een uitgebreid verslag hierover, omdat de meeste activiteiten gezamenlijk geschiedden, staat op de pagina van Leendert Lafeber.
Kiers kreeg met haar man op 27 februari 1996 internationale erkenning voor de vele werkzaamheden toen beiden postuum van de staat Israël de Yad Vashem onderscheiding ontvingen voor hun werk en hun kinderen deze in Israël in ontvangst kwamen nemen.